# Vincent Gaillard
Vincent Michel Gaillard (Losanna, 6 aprile 1993) è un ex cestista svizzero.